# (73974) 1998 BT26
(73974) 1998 BT26 – planetoida z pasa głównego asteroid okrążająca Słońce w ciągu 5,66 lat w średniej odległości 3,18 j.a. Odkryta 29 stycznia 1998 roku.